# جيمس أ. سمارت
جيمس أ. سمارت هو سياسي كندي، ولد في 6 يونيو 1858، وتوفي في 3 مايو 1942.